# L’Armida immaginaria
L’Armida immaginaria (deutsch etwa: ‚Die imaginäre Armida‘) ist eine Opera buffa (Originalbezeichnung: „commedia per musica“) in drei Akten von Domenico Cimarosa (Musik) mit einem Libretto von Giuseppe Palomba. Sie wurde im Sommer 1777 im Teatro dei Fiorentini in Neapel uraufgeführt.

## Handlung
Der Titel der Oper bezieht sich auf die alleinstehende Marchesa Tisbea, die sich im Wahn für die von ihrem Geliebten Rinaldo verlassene Zauberin Armida aus Tassos Befreitem Jerusalem hält. Auch ihr Diener Bernabò ist verrückt. Tisbeas Gärtnerin Ermidora liebt den jungen Battistino, der zwar mit ihr flirtet, aber eigentlich in Tisbea verliebt ist. Die Wirtin Stella ist mit dem Korsaren Spatachiatta verlobt, dem sie Geld geliehen hat. Spatachiatta bandelt allerdings mit der Marchesa an, um durch eine Hochzeit an deren Vermögen zu kommen. Der in Stella verliebte Irrenarzt Giorgio will Tisbea von ihrem Wahnsinn heilen. Die Handlung der Oper besteht aus einer Abfolge von Verkleidungsszenen, Streichen und Verwechslungen. Im ersten Akt verkleiden sich sowohl Giorgio als auch Spatachiatta als Frauen, um Tisbeas Vertrauen zu gewinnen. Im zweiten Akt hat sich die Marchesa in den Kopf gesetzt, den Dichter Torquato Tasso zu heiraten – worauf sich Giorgio und Spatachiatta als dieser verkleiden und Verwirrung stiften. Erst in seiner dritten Verkleidung als Ritter kann Spatachiatta Tisbea für sich gewinnen. Im dritten Akt versucht die von Spatachiattas Treulosigkeit enttäuschte Stella, die anderen zu ermorden – nimmt aber versehentlich anstelle des Giftes Schminkpulver. Jetzt klärt sich alles auf. Die Marchesa wird Spatachiatta heiraten und bezahlt sogar dessen Schulden bei Stella, letztere akzeptiert endlich die Werbung Giorgios, und auch Ermidora und Battistino finden zusammen.

### Erster Akt
Gegend am Meer; auf einer Seite Stellas Wirtshaus, auf der anderen ein Irrenhaus
Szene 1. Während in Stellas Kneipe die Gärtnerin Ermidora mit dem jungen Battistino flirtet, versucht der Irrenarzt Giorgio, seine tobenden Patienten mit Stockschlägen in Schach zu halten (Quartett: „Oimè che stizza! oimè che rabbia!“). Giorgio liebt Stella, hat aber keinen Erfolg bei hier – sie verabscheut ihn und ist außerdem bereits mit dem Korsaren Caspero Spatachiatta aus Vico verlobt. Ermidora und Battistino erinnern Giorgio daran, dass er sich um ihre Herrin, die Marchesina Tisbea, kümmern müsse, die sich für die Zauberin Armida halte. Dazu müsse er sich als Frau verkleiden, da Tisbea glaube, dass sie von ihrem Geliebten Rinaldo verlassen wurde und die Gegenwart von Männern nicht mehr dulde. Sie habe sogar ihren Garten anhand der Angaben bei Tasso gestaltet. Ihr Diener Bernabò habe ebenfalls den Verstand verloren. Stella fordert Giorgio noch einmal nachdrücklich auf, sie in Ruhe zu lassen (Arie Stella: „Io so na pimpinella“).
Szene 2. Nachdem die anderen gegangen sind, unterhält sich Giorgio mit Battistino. Dieser gibt zu, dass er Ermidora nicht wirklich liebe, sondern einfach nur gerne Frauen verführe. Für Tisbea habe er allerdings echte Gefühle entwickelt. Er bittet Giorgio, während seiner Behandlung dahin zu wirken, dass sie seine Liebe erwidert (Arie Battistino: „Per te scorgo in lontananza“).
Szene 3. Caspero Spatachiatta trifft mit einem Schiff ein. Er hat auf seiner Reise das gesamte Geld verprasst, das Stella ihm geliehen hatte (Arie Spatachiatta: „Catarina Catarinetta“).
Szene 4. Stella empfängt ihren Verlobten zunächst erfreut und dann empört wegen seines Verhaltens. Um es wiedergutzumachen, schlägt sie ihm vor, sich bei Tisbea einzuschmeicheln, um sie auszunehmen. Auch Spatachiatta muss dazu Frauenkleider anziehen.
Schöner Garten mit natürlichen und künstlerischen Anlagen nach Tassos Beschreibung von Armidas Garten
Szene 5. Die wie Armida gekleidete Tisbea und ihre Gärtnerin Ermidora besingen die Schönheit der Natur (Duett Tisbea/Ermidora: „O bella Venere“). Tisbea will denjenigen mit ihrer Gunst belohnen, der ihren treulosen Geliebten Rinaldo tötet. Sie glaubt, er halte sich im verzauberten Wald auf.
Szene 6. Der verkleidete Giorgio trifft mit zwei Gehilfen ein. Er hat zwei Ziele: Tisbea zu heilen und sie in sich verliebt zu machen, da er nach ihrem Reichtum strebt. Kurz darauf erscheint Spatachiatta, ebenfalls in Frauenkleidern. Die beiden treffen aufeinander. Da sie beide Tisbea nie zuvor gesehen haben, halten sie sich gegenseitig für die unerwartet hässliche Marchesa. Giorgio lässt die vermeintliche Tisbea mit Unterstützung seiner Gehilfen gewaltsam zur Ader, um sie zu kurieren (Duett Giorgio/Spatachiatta: „Qua le bene no le smiccio“). Als Spatachiatta während dieser Prozedur das Bewusstsein verliert, ergreifen die anderen erschrocken die Flucht.
Szene 7. Don Bernabò und die Marchesa betreten den Garten. Beide sind vollständig in ihren Wahnvorstellungen gefangen. Spatachiatta erwacht und spricht die beiden an. Sie antworten nur in unverständlichen Versen (Terzett Bernabò/Spatachiatta - Tisbea: „Oibò non son ragazzo“). Da Spatachiatta sie nicht versteht, glaubt er, er sei selbst verrückt geworden. Er bittet die beiden, ihn ins Irrenhaus zu bringen, und nimmt seine Maske ab. Jetzt hält Tisbea ihn für den gesuchten Rinaldo. Sie schickt Bernabò fort.
Szene 8. Tisbea umschmeichelt Spatachiatta so erfolgreich (Arie Tisbea: „Un foco così bello“), dass er seiner Verlobten den Laufpass geben will.
Szene 9. Giorgio hat Ermidora und Battistino geholt. Sie unterhalten sich über Spatachiatta, den sie als Betrüger erkannt haben. Ermidora möchte sich mit ihm einen Spaß erlauben, und Giorgio will ihn in seine Klinik einweisen. Battistino hofft weiterhin, Tisbea mit Giorgios Hilfe für sich zu gewinnen.
Szene 10. Unterdessen hat Tisbea den vermeintlichen Rinaldo (Spatachiatta) mit Blumen und Girlanden und einem Spiegel ausstaffiert, um mit ihm der Liebe zu frönen. Seine Verlobte Stella greift empört ein. Spatachiatta versucht sie damit zu beruhigen, dass auch sie etwas davon habe, wenn er durch die Heirat mit Tisbea zum Marquis werde. Stella geht nicht darauf ein, sondern droht mit der Polizei, falls er nicht mit ihr gehen sollte. Die mögliche Trennung von ihrem Rinaldo regt Tisbea so auf, dass sie einen Schwächeanfall erleidet. Spatachiatta ist hin- und hergerissen (Arie Spatachiatta: „Guarda chi lascio… ascorda…“). Schließlich folgt er Stella.
Szene 11. Ermidora hat mit Giorgio eine Posse vorbereitet. Sie teilt Tisbea mit, dass Rinaldo gleich kommen werde, um die verzauberten Bäume zu fällen. Tisbea versteckt sich daraufhin in einem Baumstamm, weil sie ihren ungetreuen Verehrer erschrecken will. Spatachiatta soll nun auf Druck Giorgios seine Rolle weiter spielen und diesen Baum fällen. Außerdem hat Ermidora einige Kinder engagiert, die sich als Nymphen und Elfen verkleidet zwischen den Bäumen verstecken sollen.
Szene 12. Spatachiatta erscheint mit einer Axt, um seinen Auftrag auszuführen (Accompagnato Spatachiatta: „O che dolce cantare“ – Finale: „Al furor di sferra irata“). Stimmen aus den Bäumen warnen ihn davor, zuzuschlagen. Er flieht.
Szene 13. Giorgio, Ermidora, Battistino und Bernabò fordern Spatachiatta auf, weiterzumachen. Nach dessen erstem Schlag erklingt eine liebliche Melodie, und ein Chor singt von der Liebe.
Szene 14. Tisbea tritt aus ihrem Versteck und erklärt Spatachiatta/Rinaldo ihre Liebe. Er geht darauf ein, doch die anderen zwingen ihn, wieder zur Axt zu greifen. Spatachiatta läuft davon.
Szene 15. Er Akt endet in allgemeinem Durcheinander (Finale: „Frabutto tiranno“). Stella ist wütend auf Spatachiatta, die anderen spielen die Posse weiter, und Bernabò hält sich plötzlich für den genialen Komponisten einer Sinfonie.

### Zweiter Akt
Eine Straße
Szene 1. Ermidora erzählt Battistino, Giorgio und Bernabò, dass die Marchesa wegen Rinaldos Abgang einen Wutanfall hatte, alle Männer aus dem Haus gejagt und feierlich geschworen habe, Torquato Tasso zu heiraten. Giorgio schlägt vor, das für einen weiteren Schwindel zu nutzen. Bernabò weigert sich, ins Irrenhaus zu gehen. Er hält sich jetzt für einen Seiltänzer (Arie Bernabò: „Alta la testa bravo ritto quel piè“).
Szene 2. Stella wirft Spatachiatta vor, das Spiel mit der Marchesa zu weit zu treiben. Doch jetzt muss er ihr helfen, diese auszurauben. Er soll sich als „Torquato grasso“ (‚Torquato der Fette‘) verkleiden, um Zutritt in ihre Wohnung zu erlangen. Anschließend wollen sie gemeinsam nach Vico fliehen, wo Stella ein neues Leben als Sängerin anfangen will (Arie Stella: „Si la cantante mme mett’a fare“).
Szene 3. Nachdem Ermidora und Battistino dem bereits als Tasso verkleideten Giorgio noch einige Details über dessen Charakter erzählt haben, ist er bereit für seine neue Rolle (Arie Giorgio: „Occhi dolci di melazzo“).
Szene 4. Die beiden Tassos treffen aufeinander und geraten miteinander in Streit.
Szene 5. Beobachtet von Stella und Battistino versuchen sowohl Giorgio als auch Spatachiatta, Tisbea davon zu überzeugen, der echte Tasso zu sein. Sie versuchen, einige seiner Verse zu zitieren. Die verwirrte Tisbea fordert beide zum Schwertkampf heraus, fällt dann aber in Ohnmacht. Als sie wieder zu sich kommt, hat sie alles vergessen (Arie Tisbea: „Chi siete? E dove io sono!“).
Szene 6. Giorgio gibt sich den anderen zu erkennen und fordert den anderen Tasso auf, es ihm gleichzutun. Als Spatachiatta die Flucht ergreift, bezichtigt ihn Battistino des Betrugs. Spatachiatta Komplizin Stella offenbart Ermidora im Gegenzug die Absichten Battistinos, der insgeheim um die Marchesa geworben habe. Ermidora ist zutiefst enttäuscht von dessen Verhalten (Duett Ermidora/Battistino: „Giusto amor, se nume sei“).
Nachts; Landschaft, auf einer Seite eine Hütte mit einem beweglichen Fenster
Szene 7. Spatachiatta, der die Nacht aus Angst vor seinen Verfolgern in der einsamen Hütte verbracht hat, will weiter fliehen. Da erscheinen die als Zauberin gekleidete Tisbea und ihr Diener Bernabò. Tisbea glaubt, sie müsse die verschiedenen Sprachen der Kreuzfahrer lernen, um sie adäquat bekämpfen zu können. Bernabò seinerseits sucht einen Musik- und Tanzlehrer. Tisbea beschwört daher einen Geist herbei, der sie unterrichten soll (Accompagnato Tisbea: „Ecco col scinto piè“). Als sie Spatachiatta entdeckt, glaubt sie, er sei der herbeigerufene Sprachlehrer. Sie fordert ihn auf, eine Probe seiner Kunst vorzuführen (Arie Spatachiatta: „Un minuetto alla svezzese“). Nach einer Weile gelingt ihm die Flucht. Tisbea will sich nun als Amazone kleiden und Rinaldo im Kampf besiegen.
Szene 8. Stella plant, Spatachiatta als Krieger zu verkleiden, und fordert ihn auf, ihr zum Zitronenhain zu folgen, wo sie die Kleider versteckt hat. Spatachiatta kann jedoch nicht fort, da sich Leute nähern.
Szene 9. Giorgio und Battistino wollen beide unabhängig voneinander die Marchesa für sich gewinnen. Sie halten Spatachiatta im Dunkeln für Tisbea und umwerben ihn mit ihren Liebesschwüren. Spatachiatta glaubt ebenfalls, mit der Marchesa zu sprechen (Concertato: „Dove sei mio bel tesoro?“). Erst als sie ihre Hände ergreifen, erkennen sie den Irrtum.
Szene 10. Ermidora warnt die anderen vor der Ankunft Tisbeas, die einen Kriegswagen bestiegen habe und in ihrem Wahn ernsthaft gefährlich sei.
Beleuchteter Wald
Szene 11. Die als kriegerische Amazone gekleidete und bewaffnete Tisbea ist in ihrem Wagen bereit zum Kampf gegen Rinaldo (Concertato: „Ah cessate il rimbombo severi“). Sie ruft nach ihren Kämpfern Altemor und Tisaferno.
Szene 12. Giorgio und Battistino stellen sich auf die Seite Tisbeas.
Szene 13. Da erscheint der als Ritter gekleidete Spatachiatta und droht, die Gegner in Stücke zu hacken (Concertato: „Muorto pe muorto nquanto mme lasso“).
Szene 14. Beim Anblick Spatachiattas verfliegt der Zorn Tisbeas augenblicklich. Sie denkt jetzt nur noch an ihre Liebe zu Rinaldo (Finale: „Già t’amo ben mio“). Spatachiatta muss jedoch erneut fliehen, weil sich jetzt alle anderen gegen ihn wenden.

### Dritter Akt
Szene 1. Battistino und Giorgio erkennen, dass sie ihre Hoffnung auf die Marchesa aufgeben müssen. Stella teilt ihnen mit, dass es sich bei dem geheimnisvollen Ritter um Spatachiatta handelt.
Szene 2. Ermidora berichtet, dass die Marchesa fest entschlossen sei, ihren Ritter zu heiraten. Die eifersüchtige Stella beschließt daraufhin, ihn zu vergiften. Giorgio dagegen hofft nun wieder auf Stella, die ja durch diese Entwicklung ihren Verlobten verloren hat. Battistino wendet sich wieder Ermidora zu und schwört ihr seine Liebe (Arie Battistino: „Mentre placide, e serene“).
Szene 3. Stella hat inzwischen die Gläser mit Gift präpariert. Alle erwarten die Ankunft der Marchesa und ihres Geliebten.
Szene 4. Nachdem Tisbea, Spatachiatta und Bernabò eingetroffen sind, feiern alle fröhlich (Chor: „Tutti tutti venite venite“). Stella spricht einen Trinkspruch auf Spatachiatta aus, und alle stoßen an. Anschließend verkündet sie ihnen ihren bevorstehenden Tod und geht hinaus. Die anderen spüren bereits die Wirkung des Giftes (Concertato: „Che caso orribile! ch’è questo oimè!“).
Szene 5. Da kommt Stella zurück und erklärt, dass sie versehentlich Schminkpulver anstelle des Giftes in den Wein getan habe. Sie droht damit, dass Spatachiatta innerhalb einer Stunde im Gefängnis landen werde. Glücklicherweise erklärt sich die Marchesa bereit, seine Schulden zu bezahlen.
Szene 6. Stella akzeptiert jetzt Giorgios Heiratsantrag (Arie Stella: „Zengariello mio d’amore“).
Szene 7. Auch Battistino und Ermidora finden zusammen, und Tisbea freut sich schon auf die großen Feste, an denen sie mit ihrem Kavalier teilnehmen will (Finale: „Tutta grazia entrar bel bello“). Spatachiatta muss nun allerdings mit seiner verrückten Frau zurechtkommen.

## Gestaltung

### Musiknummern
Die Oper enthält die folgenden Musiknummern:
- Sinfonia

Erster Akt
- Quartett: „Oimè che stizza! oimè che rabbia!“ (Szene 1)
- Rezitativ: „Dunque dell’amor tuo, certa son io?“ (Szene 1)
- Arie (Stella): „Io so na pimpinella“ (Szene 1)
- Rezitativ: „Scaltra questa ragazza“ (Szenen 1–2)
- Arie (Battistino): „Per te scorgo in lontananza“ (Szene 2)
- Rezitativ: „Chisto è pazzo, se il quadro è saporito“ (Szene 2)
- Arie (Spatachiatta): „Catarina Catarinetta“ (Szene 3)
- Rezitativ: „Ora su Patrò Caspero, parlammo“ (Szenen 3–4)
- Duett (Tisbea, Ermidora): „O bella Venere“ (Szene 5)
- Rezitativ: „O sventurata Armida, e che ti giova“ (Szenen 5–6)
- Duett (M. Giorgio, Spatachiatta): „Qua le bene no le smiccio“ (Szene 6)
- Rezitativ: „Cancaro, la marchesa è assimpicata“ (Szenen 6–7)
- Terzett (D. Bernabò, Spatachiatta, Tisbea): „Oibò non son ragazzo“ (Szene 7)
- Rezitativ: „Dove inoltri i tuoi passi“ (Szenen 7–8)
- Arie (Tisbea): „Un foco così bello“ (Szene 8)
- Rezitativ: „Caspita, comm’è cara“ (Szenen 8–10)
- Arie (Spatachiatta): „Guarda chi lascio… ascorda…“ (Szene 10)
- Rezitativ: „Rinaldo? ah più non vi è? potè l’ingrato“ (Szenen 10–12)
- Rezitativ accompagnato (Spatachiatta): „O che dolce cantare“ (Szene 12)
- Finale: „Al furor di sferra irata“ (Szenen 12–14)
- Finale (Fortsetzung): „Frabutto tiranno“ (Szene 15)

Zweiter Akt
- Rezitativ: „La burla con piacere è terminata“ (Szene 1)
- Arie (D. Bernabò): „Alta la testa bravo ritto quel piè“ (Szene 1)
- Rezitativ: „Vi silo vuò chiù pazzo“ (Szenen 1–2)
- Arie (Stella): „Si la cantante mme mett’a fare“ (Szene 2)
- Rezitativ: „Entra qua, Mastro Giorgio“ (Szene 3)
- Arie (M. Giorgio): „Occhi dolci di melazzo“ (Szene 3)
- Rezitativ: „Chi è chillo“ (Szenen 4–5)
- Arie (Tisbea): „Chi siete? E dove io sono!“ (Szene 5)
- Rezitativ: „Io già sò Mastro Giorgio“ (Szene 6)
- Duett (Ermidora, Battistino): „Giusto amor, se nume sei“ (Szene 6)
- Rezitativ: „Ncarrera dinto ccà mme so annascuso“ (Szene 7)
- Rezitativ accompagnato (Tisbea): „Ecco col scinto piè“ (Szene 7)
- Arie (Spatachiatta): „Un minuetto alla svezzese“ (Szene 7)
- Rezitativ: „Lo spirito fuggì!“ (Szenen 7–9)
- Concertato: „Dove sei mio bel tesoro?“ (Szenen 9–10)
- Concertato: „Ah cessate il rimbombo severi“ (Szenen 11–12)
- Concertato: „Muorto pe muorto nquanto mme lasso“ (Szenen 13–14)
- Finale: „Già t’amo ben mio“ (Szene 14)

Dritter Akt
- Rezitativ: „Dunque di possederla mia marchesa“ (Szenen 1–2)
- Arie (Battistino): „Mentre placide, e serene“ (Szene 2)
- Rezitativ: „Stanno le bocce“ (Szene 3)
- Chor: „Tutti tutti venite venite“ (Szene 4)
- Rezitativ: „Si Spatachiatta salute, e figlie mascole“ (Szene 4)
- Concertato: „Che caso orribile! ch’è questo oimè!“ (Szene 4)
- Rezitativ: „Uh che mannaggia le cervella meje“ (Szenen 5–6)
- Arie (Stella): „Zengariello mio d’amore“ (Szene 6)
- Rezitativ: „Sei contenta mio ben?“ (Szene 7)
- Finale: „Tutta grazia entrar bel bello“ (Szene 7)

### Musik
Das Orchester der Oper besteht im Wesentlichen aus zwei Hörnern, zwei Oboen, Streichern und Basso continuo. Die Oboisten spielen gelegentlich auch Querflöte. Im Continuo sollte sich ein Fagott befinden, das im Finale des zweiten Akts ein Solo zu spielen hat. Tisbeas Arie „Chi siete? E dove io sono!“ benötigt außerdem zwei Harfen.:66f
Um 1777 begann Cimarosa damit, seine Opern neben der Einleitung und den Finalsätzen mit weiteren Ensemblenummern auszustatten. L’Armida immaginaria enthält insgesamt vierzehn Arien, drei Finalsätze, zwei Duette, ein Terzett, ein Eröffnungsquartett, ein Sextett und einen Chor.:67
Die Musik Cimarosas wirkt immer anmutig. Seine Melodien sind oft volkstümlich, aber formal veredelt. Appoggiaturen unterstützen den Eindruck der Leichtigkeit. Sie dienen auch der rhythmischen Schärfung und der Darstellung des neapolitanischen Idioms einiger Rollen. Trotz aller Unbekümmertheit steckt die Musik voller Raffinessen, und sie ist im klassischen Sinne ausgewogen und natürlich.
Im Finale des ersten Akts stellt Don Bernabò die verschiedenen Instrumente vor: „Corni, flauti ed oboè / Piano, forte, le viole“ – „Hörner, Flöten und Oboen / Leise und laut die Violen“.:67
Komik entsteht durch die Verwendung des Neapolitanischen, die Verwechslungen, Streiche und Wahnsinnsszenen, durch absurde Charakterisierungen wie dem „geistreichen und unwissenden“ Irrenarzt und durch lautmalerische Effekte in der Musik.

### Libretto
Dramaturgisch basiert das Libretto auf einem von Carlo Goldoni eingeführten Muster mit drei Paaren unterschiedlichen Standes. Der Text ist mehrsprachig: Die Marchesa Tisbea, Ermidora und Battistino singen italienisch, die anderen im neapolitanischen Dialekt.
Das Libretto enthält mehrere Zitate aus Tassos Epos, die sich in verschiedene Typen einteilen lassen. An einigen Stellen deklamieren die Figuren explizit Abschnitte aus dem Befreiten Jerusalem. Sie sind im Libretto durch Anführungszeichen gekennzeichnet. In der fünften Szene des zweiten Akts tragen Giorgio und Spatachiatta entstellte Texte des Epos vor, um die Marchesa davon zu überzeugen, dass sie wirklich Torquato Tasso sind. Giorgios „Mirasi qui fra le mamozie ancelle“ beispielsweise entstammt der 3. Stanze des 16. Gesangs:
Giorgio

Mirasi qui fra le mamozie ancelle

Favoleggiar con la Conocchia Cilla

Le lanterne spognò rise e setelle

Or torce il fuso e amor zingarda, e ride.
Tasso

Mirasi qui fra le meonie ancelle

Favoleggiar con la conocchia Alcide.

Se l’inferno espugnò, resse le stelle,

Or torce il fuso; Amor sel guarda e ride.
Spatachiattas „Intanto Armenia nfra l’ombrose piante“ basiert auf der 1. Stanze des 7. Gesangs:
Spatachiatta

Intanto Armenia nfra l’ombrose piante

D’antica serva dal Cavallo e sporta,

Né più governa il fien la man tremante,

E meuza… qua si spara vita, e morta
Tasso

Intanto Erminia infra l’ombrose piante

d’antica selva dal cavallo è scorta,

nè più governa il fren la man tremante,

e mezza quasi par tra viva e morta
Andere wörtlich übernommene Textstellen werden gesungen, sind aber nicht markiert. Außerdem gibt es Regie- und Szenenanweisungen, die sich direkt auf das Epos beziehen. Die Beschreibung des Gartens im ersten Akt entspricht derjenigen von Armidas Palast und Garten am Anfang des 16. Gesangs. In den Szenen 11 bis 13 des ersten Akts soll Spatachiatta die Bäume des Gartens fällen. Das bezieht sich auf die 17. bis 40. Stanze im 18. Gesang, in denen Rinaldo den Zauberwald vernichten muss, um die Vergebung seines Heerführers Gottfried von Bouillon zu erhalten. Rinaldo wird dabei von süßer Musik und tanzenden Nymphen aufgehalten, die er ignorieren muss, um die magische Myrte im Zentrum des Waldes zu fällen und den Zauber zu bannen.

## Werkgeschichte
Das Libretto von Cimarosas Commedia per musica L’Armida immaginaria stammt von Giuseppe Palomba. Der Inhalt bezieht sich auf die Armida-Episoden aus Torquato Tassos Epos Das befreite Jerusalem.:152
Die Oper wurde im Sommer 1777 im neapolitanischen Teatro dei Fiorentini uraufgeführt.:152 Es sangen Anna Benvenuti (Marchesina Tisbea), Francesca Benvenuti (Ermidora), Maria Giuseppa Migliozzi (Stella), Giuseppe Casaccia (Mastro Giorgio), Antonio Casaccia (Patrò Caspero Spatachiatta), Nicola Zarlatti (Battistino) und Giovanni Beltrami (Don Bernabò).
Außer mindestens einer Wiederaufnahme in Neapel:152 wurde das Werk im 18. Jahrhundert auch in Castelbuono (Juli 1780) und im Teatro del Falcone in Genua (Herbst 1787) gespielt.
Partitur-Manuskripte befinden sich in der Bibliothek des Conservatorio San Pietro a Majella Neapel, in der Bibliothèque nationale de France Paris und in der Privatsammlung „Massimo princes“ in Rom.
Eine erste Wiederbelebung in neuerer Zeit gab es im Juli 1994 beim Montpellier Festival in einer stark gekürzten Fassung in französischer Sprache. Die vollständige Oper wurde erst wieder am 8. und 9. August 1997 im Palazzo Ducale in Martina Franca beim 23. Festival della Valle d’Itria gespielt. Ein Mitschnitt wurde auf CD veröffentlicht. Die Partitureinrichtung auf Grundlage des neapolitanischen Manuskripts stammte von Anna Trombetta und Luca Bianchini.

## Aufnahmen
- 7./9. August 1997 – Eric Hull (Dirigent), Orchestra del Teatro Massimo Bellini di Catania, Coro dell’Ente Artistico Teatro Petruzzelli di Bari.
 Alla Simonischvili (Marchesina Tisbea), Anna Rosa Peraino (Ermidora), Giovanna Donadini (Stella), Domenico Colaianni (Mastro Giorgio), Piero Guernera (Patrò Caspero Spatachiatta), Simon Edwards (Battistino), Massimiliano Chiarolla (Don Bernabò).
 Live vom Festival della Valle d’Itria in Martina Franca; vollständig.
 Dynamic 205/1-3 (3 CDs).[7]